# Woburn (Massachusetts)
Woburn è una città degli Stati Uniti d'America facente parte della contea di Middlesex nello stato del Massachusetts.

## Storia
Sorta nel 1640 vicino all'Horn Pond, un affluente del Mystic River, Woburn ha preso il proprio nome dalla omonima città del Bedfordshire, in Gran Bretagna. Il suo fondatore è considerato Edward Johnson, che ne fu il primo governatore, la rappresentò a livello dello Stato del Massachusetts, del quale disegnò anche la prima mappa, scrivendo la storia di quella colonia.
Woburn fu ufficialmente istituita nel 1642. Inizialmente era composta di diversi centri abitati, che si sono poi successivamente resi autonomi: Wilmington, nel 1730, Burlington, nel 1799 e Winchester nel 1850.
I principali elementi di sviluppo di Woburn sono avvenuti nel corso del XIX secolo, con l'apertura del Canale Middlesex (1803), l'impianto della prima conceria (1823), l'arrivo della ferrovia (1835), l'inizio delle pubblicazioni di un giornale locale, il Woburn Sentinel (1839), l'apertura della biblioteca pubblica (1840), l'inizio della operatività del telegrafo (1879), del telefono (1882) e della elettricità (1885). Nel 1888 Woburn fu riconosciuta come vera e propria città.

## La crisi ambientale
Alla fine degli anni '70 del secolo scorso, Woburn divenne nota per essere al centro di una grave crisi ambientale. Nella zona di Pine Street e nella parte est della città si verificò una elevata incidenza di casi di leucemia.  Dopo la scoperta nel 1979  di elevati tassi di inquinamento nelle sorgenti G ed H che alimentavano gli acquedotti cittadini, diversi abitanti iniziarono a sospettare che i numerosi casi di tumore e di altre gravi malattie che avevano colpito molte famiglie potessero essere causati da sostanze chimiche introdotte nel sottosuolo in prossimità di tali fonti d'acqua.
Nel maggio del 1982 diversi cittadini i cui figli erano malati, o erano morti, di leucemia, intentarono una causa contro due Aziende la W.R. Grace and Company, e la sua partecipata Beatrice Food, sospettate di aver per anni contaminato le falde acquifere smaltendovi i loro rifiuti tossici, come il TCE o il PCE, o altri solventi industriali, tutte sostanze usate per l'attività delle concerie.
A causa di una controversa e superficiale decisione del Giudice incaricato della causa, le Aziende imputate, difese da poderosi studi legali, ebbero inizialmente un proscioglimento la prima ed una lieve condanna la seconda. Ma successivamente un rapporto dell'Agenzia per la Protezione dell'Ambiente, l'Agenzia Federale USA di Protezione dell'Ambiente, ribaltò tale esito e le Aziende furono condannate nel 1991 a pesanti risarcimenti ed alla bonifica dei pozzi inquinati.
Questa vicenda è stata resa famosa dal libro A civil Action, scritto da Jonathan Harr nel 1995, a cui si è successivamente ispirato l'omonimo film del 1998, interpretato da John Travolta e Robert Duvall.

## Società

### Evoluzione demografica
Attualmente (2010) Woburn ha 38.120 abitanti, con una densità di 1,14 persone per kilometro quadrato. Per il 90,57% si tratta di bianchi. Sono anche presenti afroamericani (1,87%), nativi americani (4,85%), asiatici (0,05%), ispanici (3,09%).